# معاهدة باساروفجا
معاهدة پاساروفچا (بالتركية: Pasarofça Antlaşması) أو معاهدة پساروفيتش Treaty of Passarowitz (في 22 شعبان 1130هـ= 21 يوليو 1718م) بين الدولة العثمانية وكل من النمسا وجمهورية البندقية.
بدأت مساعي الصلح بين الدولة العثمانية وكل من النمسا والبندقية بعد (12) يومًا من صدارة داماد إبراهيم باشا النوشهري، وانتهت هذه المساعي بتوقيع معاهدة وصلح پساروفيتش. وقد أنهت هذه المعاهدة، المكونة من (20) مادة خاصة بألمانيا، و(26) مادة خاصة بالبندقية، حالة الحرب مع البندقية التي استمرت ثلاث سنوات وسبعة أشهر، ومع النمسا التي استمرت سنتين وشهرين، وتقضى هذه المعاهدة بإعادة المورة إلى الدولة العثمانية لقاء تنازلها عن مقاطعة تميشوارا وبلغراد وصربيا الشمالية وبلاد الأفلاق، وأن تبقى جمهورية البندقية محتلة ثغور شاطئ دالماسيا، وأن يستعيد رجال الدين الكاثوليك مزاياهم القديمة في الدولة العثمانية.
وقد عدّلت هذه المعاهدة في (المحرم 1133 هـ= نوفمبر 1720م) –بناء على طلب من روسيا- بما يتيح لتجارها المرور من أراضي الدولة العثمانية وبيع سلعهم فيها، وأن يتوجه الحجاج الروس إلى بيت المقدس وغيره من الأماكن والأديرة المقدسة بدون دفع خراج أو رسوم أثناء إقامتهم أو على جوازات سفرهم.
وأضيف إلى هذه المعاهدة شرط آخر ذو أهمية سياسية كبيرة تعهدت فيه الدولة العثمانية وروسيا بمنع زيادة نفوذ الملك المنتخب ببولونيا على نفوذ الإشراف، وعدم تمكينه من جعل منصبه وراثيًا في عائلته، ومنع وصول هذين الأمرين بكل الوسائل الممكنة، بما فيها الحرب.

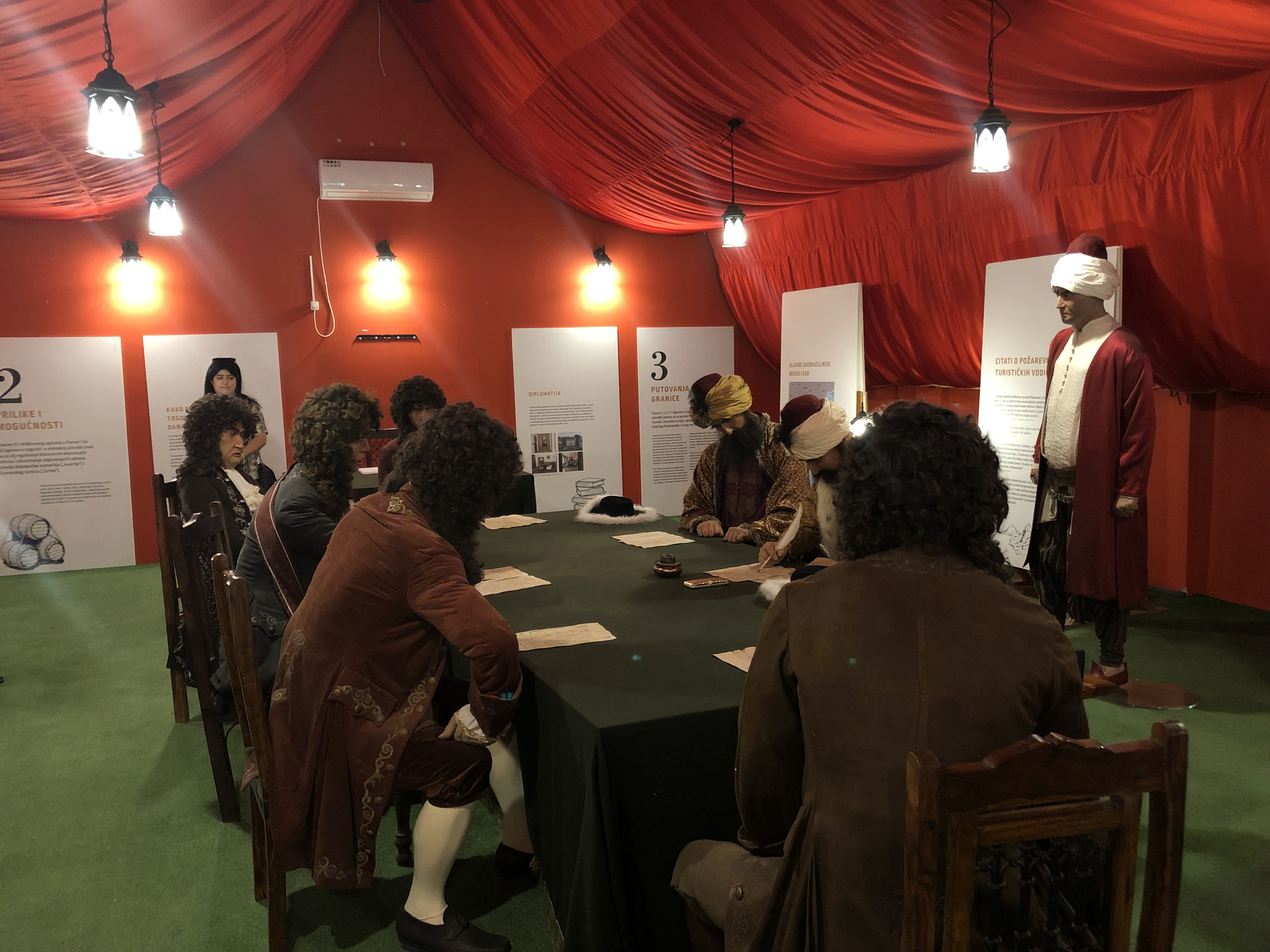
معرض في Požarevac يوضح كيفية توقيع المعاهدة

وقصد بطرس الأكبر بهذا الشرط إيجاد النفور والعداوة بين البولونيين والعثمانيين؛ حتى لا يتشكل حلف بين مجاوريه الأقوياء (السويد وبولندا والدولة العثمانية) يحاربه، وهذا يعني إضعاف مجاوريه الواحد بعد الآخر لتزيد قوة روسيا بازدياد ضعف جيرانها الأقوياء، وقد نجح فيما يتعلق بالسويد، ثم شرع في تنفيذ خطته ضد بولندا والدولة العثمانية، ووضع أول حجر في مشروعه لإضعاف بولندا مع الدولة العثمانية.